# Dores
Dores is een dorp  in de Schotse lieutenancy Inverness in het raadsgebied Highland op de zuidelijke oevers van Loch Ness, ongeveer 9 kilometer ten zuidwesten van Inverness met ongeveer 100 inwoners.
In de velden ten noorden van het dorp gaat elk jaar het rockfestival RockNess door.

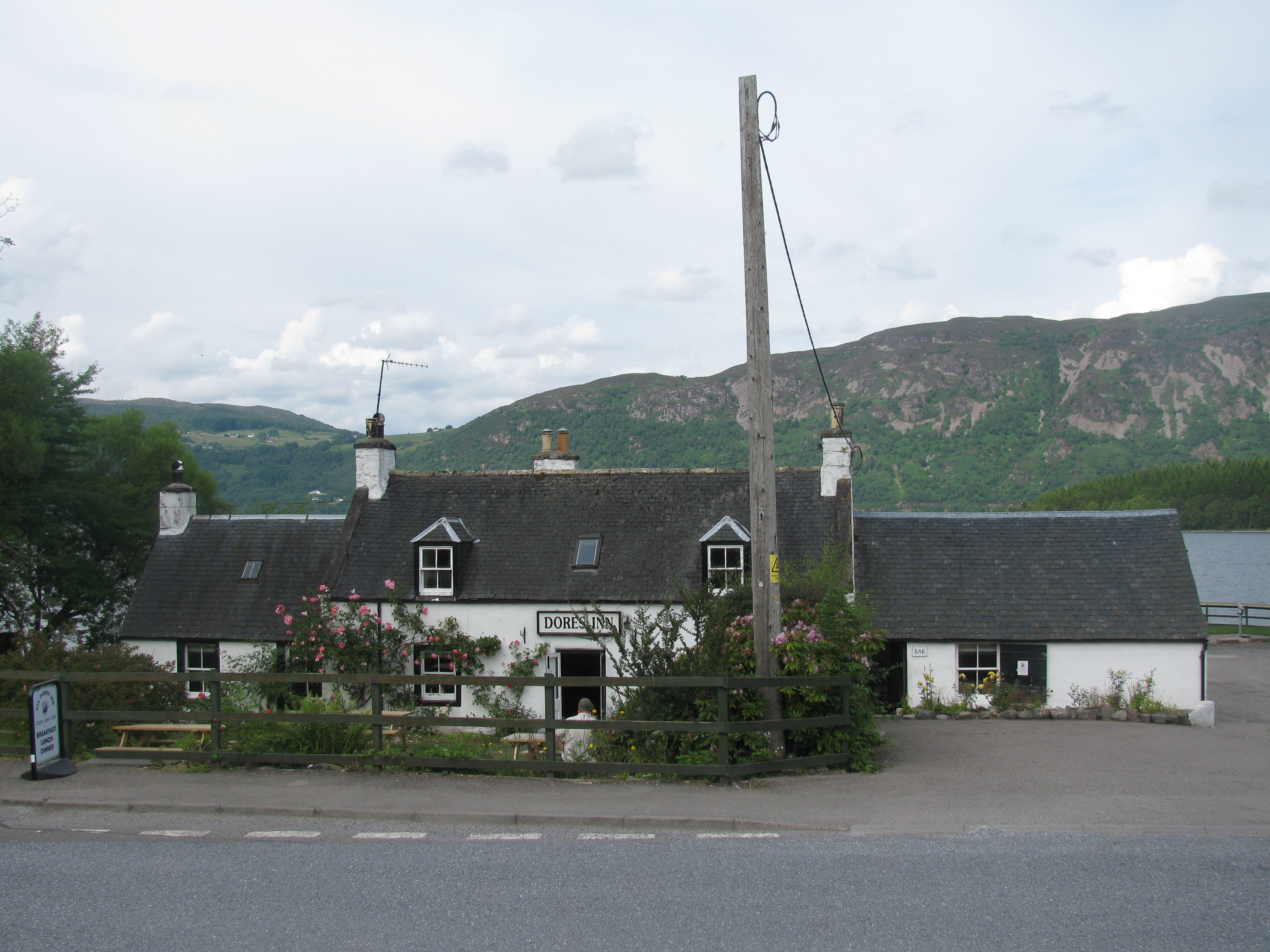
Dores Inn pub in Dores